# 浜田千春
浜田千春（はまだちはる 1975年4月14日 - ）は
日本のモデル、タレントである。血液型A型。株式会社ジャパンモデルエージェンシー所属。

## 活動内容

### 出演番組
- 関西テレビ「ふるさとZIP探偵団」
- NHK「4時です 上方倶楽部」
- 朝日放送「おはよう朝日です」
- サンテレビ「ビッグフィッシング」

## 備考
- ワインのソムリエ資格を持つ。
- 2006年3月ビッグフィッシングの司会を卒業し、フランスへ留学することになった。